# Seznam medailistů na mistrovství Evropy v plavání na otevřené vodě
Toto je seznam medailistek v plavání na otevřené vodě na mistrovství Evropy kterou pořádá Mezinárodní plavecká federace (FINA).

## 5 km
| Rok     | Zlato                      | Zlato     | Stříbro                    | Stříbro   | Bronz                                         | Bronz     |
| ------- | -------------------------- | --------- | -------------------------- | --------- | --------------------------------------------- | --------- |
| ME 1989 | Igor Majcen (YUG)          | 1:09:25,1 | Jaromír Henyš ml. (TCH)    | 1:10:08,3 | Arthur de Rouw (NED)                          | 1:10:33,9 |
| ME 1991 | Stefano Rubaudo (ITA)      | 1:06:51,7 | Davide Giacchino (ITA)     | 1:07:22,3 | Hans van Goor (NED)                           | 1:07:38,4 |
| ME 1993 | Marco Formentini (ITA)     | 58:10,9   | Claudio Gargaro (ITA)      | 59:08,2   | Aleš Havránek (CZE)                           | 59:41,4   |
| ME 1995 | Alexej Akaťjev (RUS)       | 55:00,3   | Christof Wandratsch (GER)  | 56:06,8   | Samuele Pampana (ITA)                         | 56:10,3   |
| ME 1997 | Alexej Akaťjev (RUS)       | 56:07,0   | Jevgenij Bezručenko (RUS)  | 56:14,0   | Luca Baldini (ITA)                            | 56:19,0   |
| ME 1999 | Jevgenij Bezručenko (RUS)  | 59:08,1   | Alexej Akaťjev (RUS)       | 59:13,5   | Samuele Pampana (ITA)                         | 59:16,1   |
| ME 2000 | Luca Baldini (ITA)         | 55:13,1   | Fabio Venturini (ITA)      | 55:16,4   | David Meca (ESP)                              | 55:35,3   |
| ME 2002 | Luca Baldini (ITA)         | 55:35,6   | Thomas Lurz (GER)          | 56:24,5   | Stefano Rubaudo (ITA)                         | 56:26,9   |
| ME 2004 | Fabio Venturini (ITA)      | 51:41,4   | Alan Bircher (GBR)         | 51:55,4   | Stefano Rubaudo (ITA)                         | 52:11,8   |
| ME 2006 | Thomas Lurz (GER)          | 56:00,1   | Christian Hein (GER)       | 56:01,1   | Simone Ercoli (ITA)                           | 56:01,8   |
| ME 2008 | Spyridon Janniotis (GRE)   | 52:57,2   | Jan Wolfgarten (GER)       | 53:55,7   | Thomas Lurz (GER)                             | 54:04,3   |
| ME 2010 | Luca Ferretti (ITA)        | 58:43,4   | Simone Ercoli (ITA)        | 59:00,5   | Spyridon Janniotis (GRE) Simone Ruffini (ITA) | 59:15,9   |
| ME 2011 | Simone Ercoli (ITA)        | 53:34,9   | Jan Wolfgarten (GER)       | 53:39,0   | Michail Dmitrijev (ISR)                       | 54:03,5   |
| ME 2012 | Kirill Abrosimov (RUS)     | 54:47,1   | Andreas Waschburger (GER)  | 54:59,4   | Luca Ferretti (ITA)                           | 55:06,6   |
| ME 2014 | Daniel Fogg (GBR)          | 53:41,4   | Rob Muffels (GER)          | 54:01,8   | Thomas Lurz (GER)                             | 54:02,6   |
| ME 2016 | Kirill Abrosimov (RUS)     | 54:34,3   | Federico Vanelli (ITA)     | 54:54,4   | Caleb Hughes (GBR)                            | 55:06,1   |
| ME 2018 | Kristóf Rasovszky (HUN)    | 52:38,9   | Axel Reymond (FRA)         | 52:41,7   | Logan Fontaine (FRA)                          | 52:44,4   |
| ME 2020 | Gregorio Paltrinieri (ITA) | 55:43,3   | Marc-Antoine Olivier (FRA) | 55:45,1   | Dario Verani (ITA)                            | 55:46,6   |
| ME 2022 | Gregorio Paltrinieri (ITA) | 56:58,7   | Domenico Acerenza (ITA)    | 57:00,2   | Marc-Antoine Olivier (FRA)                    | 57:00,3   |

## 10 km
| Rok     | Zlato                      | Zlato     | Stříbro                       | Stříbro   | Bronz                      | Bronz     |
| ------- | -------------------------- | --------- | ----------------------------- | --------- | -------------------------- | --------- |
| ME 2002 | Vladimir Ďatčin (RUS)      | 1:55:27,9 | Jevgenij Koškarov (RUS)       | 1:55:29,9 | Luca Baldini (ITA)         | 1:56:04,2 |
| ME 2004 | Jevgenij Koškarov (RUS)    | 1:45:21,5 | Massimiliano Parla (ITA)      | 1:45:22,8 | Anton Sanačov (RUS)        | 1:45:23,9 |
| ME 2006 | Thomas Lurz (GER)          | 1:58:12,1 | Maarten van der Weijden (NED) | 1:58:13,5 | Christian Hein (GER)       | 1:58:16,6 |
| ME 2008 | Thomas Lurz (GER)          | 1:52:48,9 | Jevgenij Dratcev (RUS)        | 1:52:50,6 | Toni Franz (GER)           | 1:52:53,0 |
| ME 2010 | Thomas Lurz (GER)          | 1:54:22,5 | Valerio Cleri (ITA)           | 1:54:24,8 | Jevgenij Dratcev (RUS)     | 1:54:26,6 |
| ME 2011 | Thomas Lurz (GER)          | 1:53:18,2 | Vladimir Ďatčin (RUS)         | 1:53:20,0 | Ihor Snitko (UKR)          | 1:53:21,5 |
| ME 2012 | Kirill Abrosimov (RUS)     | 1:57:46,8 | Andreas Waschburger (GER)     | 1:57:48,2 | Nicola Bolzonello (ITA)    | 1:57:54,0 |
| ME 2014 | Ferry Weertman (NED)       | 1:49:56,2 | Thomas Lurz (GER)             | 1:49:59,0 | Jevgenij Dratcev (RUS)     | 1:50:00,6 |
| ME 2016 | Ferry Weertman (NED)       | 1:55:20,6 | Jack Burnell (GBR)            | 1:55:21,2 | Marc-Antoine Olivier (FRA) | 1:55:21,6 |
| ME 2018 | Ferry Weertman (NED)       | 1:49:28,2 | Kristóf Rasovszky (HUN)       | 1:49:28,2 | Rob Muffels (GER)          | 1:49:33,7 |
| ME 2020 | Gregorio Paltrinieri (ITA) | 1:51:30,6 | Marc-Antoine Olivier (FRA)    | 1:51:41,7 | Florian Wellbrock (GER)    | 1:51:42,0 |
| ME 2022 | Domenico Acerenza (ITA)    | 1:50:33,6 | Marc-Antoine Olivier (FRA)    | 1:50:37,3 | Logan Fontaine (FRA)       | 1:50:39,1 |

## 25 km
- 1989 závod ukončen po 21 km
- 2022 závod zastaven na cca 15 km

| Rok     | Zlato                     | Zlato     | Stříbro                                        | Stříbro   | Bronz                  | Bronz     |
| ------- | ------------------------- | --------- | ---------------------------------------------- | --------- | ---------------------- | --------- |
| ME 1989 | Nače Majčen (YUG)         | 4:52:04,7 | Michal Špaček (TCH)                            | 4:57:23,7 | Dragan Kvrgić (YUG)    | 4:59:27,0 |
| ME 1991 | Christof Wandratsch (GER) | 5:46:26,2 | Sergio Chiarandini (ITA)                       | 5:56:50,2 | Urs Kohlhaas (SUI)     | 5:58:50,1 |
| ME 1993 | Dario Taraboi (ITA)       | 5:28:06,9 | Hans van Goor (NED)                            | 5:36:12,7 | Attila Molnár (HUN)    | 5:44:30,4 |
| ME 1995 | Christof Wandratsch (GER) | 5:11:36,3 | Alexej Akaťjev (RUS)                           | 5:13:49,8 | Stéphane Lecat (FRA)   | 5:14:46,4 |
| ME 1997 | Alexej Akaťjev (RUS)      | 5:05:00,0 | Stéphane Lecat (FRA) Christof Wandratsch (GER) | 5:08:36,0 | —                      | —         |
| ME 1999 | Alexej Akaťjev (RUS)      | 5:11:06,6 | Anton Sanačov (RUS)                            | 5:11:59,7 | André Wilde (GER)      | 5:12:40,8 |
| ME 2000 | Stéphane Lecat (FRA)      | 5:05:22,5 | David Meca (ESP)                               | 5:05:28,9 | Fabio Fusi (ITA)       | 5:06:25,5 |
| ME 2002 | Jurij Kudinov (RUS)       | 5:09:47,4 | Gilles Rondy (FRA)                             | 5:18:02,0 | David Meca (ESP)       | 5:18:27,1 |
| ME 2004 | Jevgenij Koškarov (RUS)   | 4:18:00,5 | David Meca (ESP)                               | 4:18:00,5 | Petar Stojčev (BUL)    | 4:18:02,5 |
| ME 2006 | Gilles Rondy (FRA)        | 5:10:17,3 | Anton Sanačov (RUS)                            | 5:10:18,2 | Stéphane Gomez (FRA)   | 5:10:19,3 |
| ME 2008 | Valerio Cleri (ITA)       | 4:29:00,0 | Joanes Hedel (FRA)                             | 4:32:40,9 | Dmitrij Solovjov (RUS) | 4:34:02,4 |
| ME 2010 | Valerio Cleri (ITA)       | 5:16:38,3 | Bertrand Venturi (FRA)                         | 5:16:54,7 | Joanes Hedel (FRA)     | 5:18:57,6 |
| ME 2011 | Brian Ryckeman (BEL)      | 5:05:02,2 | Petar Stojčev (BUL)                            | 5:05:06,6 | Joanes Hedel (FRA)     | 5:05:18,3 |
| ME 2012 | Petar Stojčev (BUL)       | 5:04:02,3 | Arsenij Lavrenťjev (POR)                       | 5:04:05,4 | Axel Reymond (FRA)     | 5:04:06,3 |
| ME 2014 | Axel Reymond (FRA)        | 4:59:18,8 | Jevgenij Dratcev (RUS)                         | 4:59:31,2 | Edoardo Stochino (ITA) | 5:08:51,0 |
| ME 2016 | Axel Reymond (FRA)        | 5:02:22,0 | Matteo Furlan (ITA)                            | 5:06:07,5 | Edoardo Stochino (ITA) | 5:09:19,4 |
| ME 2018 | Kristóf Rasovszky (HUN)   | 4:57:53,5 | Kirill Beljajev (RUS)                          | 4:57:54,6 | Matteo Furlan (ITA)    | 4:57:55,8 |
| ME 2020 | Axel Reymond (FRA)        | 4:35:59,8 | Matteo Furlan (ITA)                            | 4:36:05,1 | Kirill Abrosimov (RUS) | 4:36:06,2 |
| ME 2022 | Mario Sanzullo (ITA)      | n/a       | Dario Verani (ITA)                             | n/a       | Matteo Furlan (ITA)    | n/a       |